# Vs.
Pour les articles homonymes, voir VS.
Albums de Pearl Jam
Ten
(1991) Vitalogy
(1994)
Singles
1. Go
Sortie : 25 octobre 1993
2. Daughter
Sortie : 20 décembre 1993
3. Animal
Sortie : 4 avril 1994
4. Dissident
Sortie : 16 avril 1994

Vs. est le second album de Pearl Jam. Il est paru le 12 octobre 1993 sur le label Epic Records et a été produit par le groupe et Brendan O'Brien.

## L'album

### Enregistrement
Le groupe débuta les sessions d'enregistrement de l'album à The Site à Nicasio, Californie au mois de mars 1993. C'était leur premier album avec le batteur Dave Abbruzzese. Vs. a également été le tout premier album sur lequel le réputé producteur Brendan O'Brien a travaillé avec le groupe.

### Musique et paroles
Les différences entre Vs. et Ten, l'album précédent, sont grandes. Vs. possède un son beaucoup plus lourd et moins perfectionné que Ten. Les chansons de l'album Vs. portent beaucoup sur des situations et problèmes d'ordres politiques et sociaux. Par exemple, Daughter parle des agressions faites aux enfants, Glorified G traite des armes à feu, W.M.A (White Male American) du racisme et Blood du monde étouffant des médias.

### Images et design
La photo retrouvée sur l'album est un mouton sur une ferme à Hamilton dans l'État du Montana. Selon Jeff Ament, le mouton représente ce qu'était Pearl Jam avant Vs., c'est-à-dire des "esclaves".

#### Titre de l'album
Le titre en tant que tel provient de l'album Vs. de Mission of Burma qu'Eddie Vedder affectionnait particulièrement. Au départ, l'album devait s'intituler "Five Against One" comme dans les paroles de la chanson Animal, mais le groupe a finalement opté pour Vs. pour représenter les différents affrontements dont il est question dans les diverses chansons de l'album. L'idée d'un album homonyme a également été lancée mais elle fut écartée par la suite. Elle fut cependant reprise plus tard pour l'album Pearl Jam.

#### Versions alternatives
Étant donné que le changement du nom "Five Against One" pour Vs. s'est fait à la dernière minute, les premières copies de l'album possèdent des traits particuliers. Par exemple, les premières cassettes comportent encore les mots "Five Against One". D'autres n'ont pas de titre du tout. Les disques vinyles n'ont aucun titre. D'autres différences liées à l'album sont aussi connues. Le tout fit en sorte que plusieurs acheteurs ne savaient pas le véritable titre de l'album.

### Réception générale
Vs. a occupé le #1 du Billboard 200 pendant cinq semaines, le plus long temps pour un album de Pearl Jam. Depuis 2007, l'album a été 7 fois disque de platine aux États-Unis d'Amérique.
Durant cinq semaines consécutives, l'album a dominé le palmarès du Billboard 200. 950 378 copies ont été vendues au cours de la première semaine, ce qui établit un nouveau record de ventes dans une première semaine. Le record fut brisé quelques années plus tard par les Backstreet Boys et NSYNC.
Le groupe a non seulement changé musicalement mais aussi de manière professionnelle et sociale. Pearl Jam n'a pas produit de clips vidéos après le succès phénoménal de Jeremy et les entrevues avec le groupe ainsi que les apparitions télévisuelles se firent beaucoup plus rares.
Vs. a néanmoins réussi à produire de nombreux hits dont Daughter, Dissident, Go et Animal. Daughter a atteint la première place des chartes Billboard Modern Rock et Billboard Mainstream Rock et y est restée 8 semaines pour cette dernière. En 1995, le groupe reçut une nomination aux Gala des Grammy pour "Meilleur Album Rock", "Meilleure Performance Rock par un Duo ou un Groupe avec Chant" pour Daughter et "Meilleure Performance Hard Rock" pour Go. Plusieurs chansons de l'album sont jouées régulièrement aux chaînes de radio qui se spécialisent dans le rock.

### Titres
- Tous les titres sont signés par le groupe

1. Go - 3:13
2. Animal - 2:49
3. Daughter - 3:56
4. Glorified G - 3:27
5. Dissident - 3:35
6. W.M.A. - 5:59
7. Blood  - 2:51
8. Rearviewmirror - 4:44
9. Rats - 4:15
10. Elderly Woman Behind The Counter In A Small Town - 3:16
11. Leash - 3:09
12. Indifference - 5:02

### Musiciens
- Dave Abbruzzese – Batterie
- Jeff Ament – Guitare basse
- Stone Gossard – Guitare
- Mike McCready – Guitare, lead guitare
- Eddie Vedder – Chant, guitare rythmique sur les titres 8 & 10

### Production
- Brendan O'Brien et Pearl Jam - Production
- Nick Didia - Enregistrement
- Kevin Scott et Adam Kasper - Assistance
- Lance Mercer - Photographie couleur intérieure
- Ames - Art, Photographie noir et blanc
- Joel Zimmerman - Direction artistique
- Nick Didia - Enregistrement

## Charts et certifications

### Album
| Pays             | Durée du classement | Meilleur classement | Date             |
| ---------------- | ------------------- | ------------------- | ---------------- |
| Allemagne        | 24 semaines         | 8e                  | 8 novembre 1993  |
| Australie        | 68semaines          | 1er                 | 31 octobre 1993  |
| Autriche         | 18 semaines         | 7e                  | 14 novembre 1993 |
| Canada           | 56 semaines         | 1er                 | 13 octobre 1993  |
| États-Unis       | 67 semaines         | 1er                 | 6 novembre 1993  |
| France           | 1 semaine           | 12e                 | 17 octobre 1993  |
| Italie           | 1 semaine           | 84e                 | 11 février 2010  |
| Norvège          | 6 semaines          | 1er                 | 18 octobre 1993  |
| Nouvelle-Zélande | 73 semaines         | 1er                 | 30 octobre 1993  |
| Pays-Bas         | 43 semaines         | 1er                 | 30 octobre 1993  |
| Portugal         | 2 semaines          | 28e                 | 15 mars 2021     |
| Royaume-Uni      | 33 semaines         | 2e                  | 23 octobre 1993  |
| Suède            | 18 semaines         | 1er                 | 13 octobre 1993  |
| Suisse           | 18 semaines         | 9e                  | 14 novembre 1993 |

Certifications
| Pays             | Ventes      | Certification | Date              |
| ---------------- | ----------- | ------------- | ----------------- |
| Australie        | 2 × Platine | 140 000 +     | 1994              |
| États-Unis       | 7 × Platine | 7 000 000 +   | 24 mai 2000       |
| Canada           | 5 × Platine | 500 000 +     | 7 mars 2006       |
| Nouvelle-Zélande | Platine     | 15 000 +      | 14 novembre 1993  |
| Pays-Bas         | Or          | 50 000 +      | 1993              |
| Royaume-Uni      | Or          | 100 000 +     | 1er novembre 1993 |

### Singles
Go
| Chart                  | Durée du classement | Position | Date             |
| ---------------------- | ------------------- | -------- | ---------------- |
| Mainstream Rock Tracks | 8 semaines          | 3e       | 16 octobre 1993  |
| Alternative Songs      | 7 semaines          | 8e       | 16 octobre 1993  |
| Single Top 100         | 2 semaines          | 96e      | 25 octobre 1993  |
| ARIA Charts            | 8 semaines          | 22e      | 24 octobre 1993  |
| (V) Ultratop           | 2 semaines          | 35e      | 13 novembre 1993 |
| VG-lista               | 3 semaines          | 5e       | 25 octobre 1993  |
| RMNZ Singles Top40     | 16 semaines         | 2e       | 14 novembre 1993 |
| Mega Top 50            | 5 semaines          | 21e      | 13 novembre 1993 |

Daughter
| Chart                  | Durée du classement | Position | Date             |
| ---------------------- | ------------------- | -------- | ---------------- |
| Hot 100                | 2 semaines          | 97e      | 3 février 1996   |
| Mainstream Rock Tracks | 26 semaines         | 1er      | 4 décembre 1993  |
| Alternative Songs      | 19 semaines         | 1er      | 8 janvier 1994   |
| Radio Songs            | 31 semaines         | 33e      | 22 janvier 1994  |
| ARIA Charts            | 14 semaines         | 18e      | 6 février 1994   |
| (V) Ultratop           | 4 semaines          | 39e      | 19 février 1994  |
| RPM Top Singles        | 14 semaines         | 16e      | 31 janvier 1994  |
| RMNZ Singles Top40     | 14 semaines         | 11e      | 20 février 1994  |
| Mega Top 50            | 2 semaines          | 46e      | 19 février 1994  |
| UK Singles Chart       | 7 semaines          | 18e      | 1er janvier 1994 |

Animal
| Chart                  | Durée du classement | Position | Date         |
| ---------------------- | ------------------- | -------- | ------------ |
| Mainstream Rock Tracks | 13 semaines         | 21e      | 19 mars 1994 |
| ARIA Charts            | 11 semaines         | 30e      | 15 mai 1994  |
| RMNZ Singles Top40     | 10 semaines         | 7e       | 22 mai 1994  |

Dissident
| Chart                  | Durée du classement | Position | Date            |
| ---------------------- | ------------------- | -------- | --------------- |
| Mainstream Rock Tracks | 23 semaines         | 3e       | 21 mai 1994     |
| Bubbling Under Hot 100 | 9 semaines          | 18e      | 29 juillet 1995 |
| Single Top 100         | 1 semaines          | 97e      | 6 juin 1994     |
| (V) Ultratop           | 2 semaines          | 41e      | 18 juin 1994    |
| Top 100                | 11 semaines         | 24e      | 28 mai 1994     |
| VG-lista               | 7 semaines          | 2e       | 30 mai 1994     |
| Mega Top 50            | 7 semaines          | 14e      | 2 juillet 1994  |

Elderly Woman Behind the Counter in a Small Town (promo US)
| Chart                  | Durée du classement | Position | Date             |
| ---------------------- | ------------------- | -------- | ---------------- |
| Mainstream Rock Tracks | 23 semaines         | 21e      | 19 décembre 1998 |
| Alternative Songs      | 10 semaines         | 17e      | 16 avril 1994    |
| UK Singles Chart       | 5 semaines          | 14e      | 4 juin 1994      |

Glorified G (promo US)
| Chart                  | Durée du classement | Position | Date           |
| ---------------------- | ------------------- | -------- | -------------- |
| Mainstream Rock Tracks | 1 semaine           | 39e      | 2 juillet 1994 |